# 朝崎郁恵
朝崎 郁恵（あさざき いくえ、1935年11月11日 - ）は鹿児島県大島郡瀬戸内町加計呂麻島生まれの唄者（奄美民謡歌手）。奄美島唄独特のこぶしや裏声で聞く者の心に訴えかける唄声を持ち、ひぎゃ唄と呼ばれる奄美大島南部の島唄伝承の第一人者と言われるベテランである。

## 活動
加計呂麻島花富（けどみ）の鍼灸師で島唄の研究に情熱を傾けた父辰恕（たつじょ）や、母、祖母の影響を受けて島唄を覚え、10代で天才唄者として活躍。吟遊詩人福島幸義を師匠とし、加計呂麻島、奄美大島各地で唄を披露していた。結婚後は東京を中心に活動し、奄美島唄朝崎會を主宰して後進の育成を図るとともに、日本各地の芸能・各国の民族音楽とも交流し、新しい島唄の創作に力を注ぐ。
1984年から十年連続で国立劇場で公演。1997年にインディーズからリリースした『海美』の収録曲「おぼくり〜ええうみ」が細野晴臣らによってJ-WAVEで紹介され、一躍世に知られるようになる。2002年、UAがゲスト参加したアルバム『うたばうたゆん』でメジャーデビュー。
加計呂麻島を離れて50年以上になるが、未だに現地奄美の音楽界での評判は高く、ゴッドマザー的な存在として「奄美の美空ひばり」と呼ばれることもある。
姫神、GONTITI、ウォン・ウィンツァン、 LUNA SEAのSUGIZO等とも共演した。日比谷野外音楽堂での毎年恒例のイベント琉球フェスティバルなどでも活躍した。
2011年から「あはがり」が『新日本風土記』（NHK BSプレミアム）のテーマ曲として放送されている。
現在は、作曲家の吉俣良との定期的な共演や、毎夏の神奈川県葉山町一色海岸での公演を行っているほか、橋の下世界音楽祭、すみだストリートジャズフェスティバルなどの音楽フェスにも出演している。2017年からは「自分が今あるのは島のおかげ。島に唄で恩返ししたい。」と奄美群島での無料ライブ実施を始めた。

## 経歴
- 1959年：映画『エラブの海』のバックミュージックとして島唄を担当。
- 1982年：奄美島唄朝崎會を主宰。
- 1984年：国立劇場にて第1回独演会「朝崎郁恵 奄美を唄う」開催。池田哲也らと10年間毎年続けた。
- 1989年：NHKの『この人'89』に出演。
- 1990年：
  - アメリカ合衆国ニューヨークのカーネギーホールおよびロサンゼルスにて池田哲也らと「奄美大島民謡の夕べ」を開催。
  - 映画『死の棘』で松坂慶子に島唄及び奄美方言を指導。
- 1995年：品川きゅりあんにてソロリサイタル「島唄幻想 '96」開催。
- 1997年：インディーズでCD『海美』をリリース。
- 1998年：キューバの「日本人移民100周年記念公演」に参加。
- 1999年：杉並セシオンホールにて、J-WAVE後援ライブ「ティダノウテイマグレ」開催。
- 2002年：
  - 8月：ユニバーサルミュージックよりメジャーデビューアルバム『うたばうたゆん』発売。
  - 12月：
    - 池上本門寺主催の公演に出演。
    - クリスマスにはTOKYO-FM主催のイベントに出演し、日本武道館より全国に生中継された。
- 2003年：
  - 7月：
    - メジャー2ndアルバム『うたあしぃび』発売。
    - インディーズでアルバム『うたじま』発売。

  - 11月：
    - 東京池上本門寺にて「うたあしぃび2003 イン東京」開催。
    - 福岡ブルーノートにて「うたあしぃび2003 イン福岡」開催。
    - 大阪ブルーノートにて「うたあしぃび2003 イン大阪」開催。
    - 奄美パークにて「神唄祭り」開催。
- 2004年：
  - 3月〜6月：NTT西日本「光ブランディング編」CM出演、歌唱。
  - 4月：沖縄県での初ライブ玉城村「海楽祭」、コザ市モッズ、那覇市ムジカに出演。
  - 5月：奈良市新薬師寺の満月祭に出演。
  - 6月：テレビ朝日系列『題名のない音楽会』出演。
  - 6月 - 7月：NHK『みんなのうた』でイクエ&カケロマンズ名義の「ありがとサンキュ〜」放送。
  - 7月：
    - 名古屋ブルーノートにて「うたあしぃび2004 イン名古屋」開催。
    - モーションブルー横浜にて「うたあしぃび2004 イン横浜」開催。
    - 鹿児島ウォーターフロントのマザーアースに出演。

  - 8月：
    - 三重県の亀山ワンピープルコンサート出演。
    - わしたショップ銀座にて初のインストアライブ。
    - 東京青山円形劇場「わしたうた〜LIVE」出演。

  - 10月：
    - 国立市芸術小ホールにてワンマンコンサート。
    - 奈良県明日香村の大和之国まほろば天響祭に出演。

  - 11月：奈良県天川村の天河大弁財天社にてシマ唄奉納。
  - 12月：「うたあしぃび2004 沖縄」他。
- 2005年：
  - 5月：メジャー3rdアルバム『おぼくり』発売。
- 2008年：
  - 8月6日：ベストアルバム『Featuring Best おぼくり〜ええうみ』発売。
- 2009年：
  - 9月30日：ミニアルバム『阿母（あんま）』発売。
- 2011年：
  - 「あはがり」が『新日本風土記』（NHK BSプレミアム）のテーマ曲になる[2]。
- 2012年：
  - 5月23日：ミニアルバム『あはがり』（テイチクエンタテインメント TECA-12345）発売。
- 2013年：
  - 5月：NHKドラマ『島の先生』にトシ役で出演。
- 2014年：
  - 5月：12インチアナログレコード『よいすら節』（VOLKUTA001）発売。
  - 5月17日：愛知県豊田市の第3回橋の下世界音楽祭出演。
- 2015年：
  - 『海辺の生と死』（2017年7月29日公開）のため、満島ひかりに島唄の歌唱指導を行う。
  - 8月15日：東京墨田区の第6回すみだストリートジャズフェスティバル出演（すみだトリフォニーホール）。
- 2016年：
  - 8月3日：北海道でレコーディングしたアルバム『南ぬ風』発売。TOKYO MXテレビ『小室等の新音楽夜話』出演。
  - 8月13日：東京墨田区の第7回すみだストリートジャズフェスティバル出演。
  - 11月13日：与論町総合体育館で開催の「平成28年度 危機的な状況にある言語・方言サミット（奄美大会）」で「吾きゃシマぬウタ吾きゃシマぬユムタ」の題で講演、歌唱。
- 2017年：
  - 12月2日：加計呂麻島諸鈍の加計呂麻島展示・体験交流館でマブリと故郷への恩返しの無料公演を行う[1]。
- 2021年：
  - 12月1日：文化庁長官表彰[3]。

## ディスコグラフィー

### インディーズ・リリース
- 海美（あまみ）（朝崎郁恵/高橋全、1997年6月20日、NAPI MUSIC。廃盤）
  1. おぼくり〜ええうみ
  2. よいすら節
  3. 千鳥浜（ちぢゅりゃはま）
- うたじま「詩島」（2002年4月15日、アマンミュージック）
  1. はまさき
  2. 一切朝花（ちゅっきゃりあさばな）
  3. 曲りょ高頂（まがりょたかてぃじ）
  4. いとぅ
  5. 雨ぐれ（あまぐれ）
  6. 諸鈍長浜（しょどんながはま）
  7. 行きゅんにゃ加那（いきゅんにゃかな）
- シマユムタ（2006年12月6日、mother earth）
  1. いきゃびき
  2. 俊金
  3. ほこらしゃ
  4. アミシャレ
  5. しょうれん
  6. よいすら
- はまさき（朝崎郁恵×ヨシダダイキチ 名義、2007年1月24日、HIGH CONTRAST RECORDINGS）
  1. オトホギ
  2. はまさき
  3. Sound from Hamasaki
  4. 千鳥浜
  5. Sound from Chijuryahama
  6. 東れ立雲
  7. 嘉鉄ぬいなくん主
  8. Sound from Katetenuinakunshu
  9. 諸鈍長浜
  10. セングロ兄
  11. Sound from Senguromui
  12. Sound to Chijuryahama
  13. 千鳥浜
  14. オトムス
- 阿母（あんま）（2009年9月30日　バウンディ　NGCA-2001）
  1. 阿母（あんま）（作詞：UA、作曲：吉俣良）
  2. 朝顔
  3. 東れ陽ぬ春加那
  4. 阿母（あんま）シマグチ version
- かなしゃ 愛のうた（2012年5月23日 KEDOMI ASA-001）
  1. 稲すり
  2. 星めぐりの歌〜The Morning Star
  3. Clinch Mountain Backstep
  4. いきゃびき
  5. おぼろ月夜
  6. おぼくり〜Aiあふれて〜えーうみ
  7. 千鳥浜
  8. 竹田の子守唄
  9. いちもんめのいーすけさん（手まり唄）
  10. 花富の手まり唄〜Si Bheag Si Mhor
  11. ゆりかごの歌
  12. Sandy River Belle〜Arkansas Traveler
  13. いしょくんば 花てぃんば
  14. 赤とんぼ
  15. 花富の子守唄
- 南ぬ風（ふぇいぬぶるーす）（2016年8月3日、SPACE SHOWER MUSIC WESS WHCD-104）
  1. あみしゃれ
  2. ほこらしゃ
  3. あはがり
  4. ええうみ
  5. 千鳥浜
  6. 浜千鳥
  7. 嘉鉄伊能國主
  8. 飯米とり節
  9. 渡者
  10. 稲すり
  11. しょうれん
  12. 東れ立雲
  13. 豊年節

### メジャー・リリース
- うたばうたゆん（2002年8月7日、ユニバーサルミュージック）
  1. おぼくり〜ええうみ（リミックス・ヴァージョン）
  2. いまぬ風雲節
  3. 徳之島節（ゲスト：UA）
  4. 〜Interlude〜朝顔節（サウンドスケープ〜奄美 加計呂麻島・徳浜）
  5. 朝顔節
  6. 嘉徳なべ加那節
  7. 上がる陽ぬ春加那節
  8. 〜Interlude〜おぼくり（サウンドスケープ〜奄美 加計呂麻島・徳浜）
  9. 太陽ぬ落てぃまぐれ節
  10. よいすら節（リミックス・ヴァージョン）
  11. 千鳥浜（リミックス・ヴァージョン）
- うたあしぃび（2003年7月2日、ユニバーサルミュージック UICZ-4069）
  1. 朝花（三味線：タナカアツシ）
  2. 豊年節
  3. 行きゅんにゃ加那
  4. 塩道長浜（朝崎郁恵 featuring SUGIZO）
  5. 子守唄/加計呂麻島・花富集落〜
  6. 五木の子守唄
  7. ティクテングワ（朝崎郁恵 featuring チチ松村）
  8. 曲がりょ高頂
  9. 行きょおれ
  10. 今日ぬほこらしゃ
  11. 六調（朝崎郁恵 featuring 姫神）
- おぼくり（2005年5月18日、東芝EMI）
  1. はまさき（編曲、ピアノ：黒木千波留、唄：中孝介、パーカッション：土居秀行）
  2. あまぐれ（編曲、ピアノ：黒木千波留）
  3. むちゃ加那（三味線、囃子：中孝介）
  4. 竹田の子守唄（編曲、ピアノ、キーボード：ウォン・ウィンツァン）
  5. いとぅ（編曲、ピアノ：黒木千波留、三味線、囃子：中孝介、ギター、囃子：松本じろ、パーカッション、囃子：土居秀行）
  6. あまたさがり（アカペラ）
  7. 十九の春（補作詞：本竹祐助、編曲、ピアノ、キーボード：黒木千波留、ヴァイオリン：土屋玲子、チェロ：前田善彦）
  8. 諸鈍長浜（しょどんながはま）（編曲、ピアノ：ウォン・ウィンツァン）
  9. 芦花部一番（あしきぶいちばん）（三味線、囃子：中孝介、パーカッション：土居秀行）
  10. 千鳥浜（編曲、ギター：ゴンチチ）
  11. 嘉義丸のうた（作詞・作曲：朝崎辰恕、編曲、ピアノ、キーボード：ウォン・ウィンツァン）
  12. 故郷（作詞：高野辰之、作曲：岡野貞一、編曲、ピアノ、キーボード：ウォン・ウィンツァン）
- Featuring Best おぼくり〜ええうみ（2008年8月6日、ユニバーサルミュージック　UPCY-6490）
  1. おぼくり〜 ええうみ featuring 高橋全 - アルバム『うたばうたゆん』より
  2. はまさき featuring 黒木千波留＋秋岡欧（CHORO CLUB） - アルバム『おぼくり』より
  3. 徳之島節 featuring UA - アルバム『うたばうたゆん』より
  4. 千鳥浜 featuring ゴンチチ - アルバム『おぼくり』より
  5. 諸鈍長浜 featuring ウォン・ウィンツァン - アルバム『おぼくり』より
  6. よいすら節〜UNARIKAMI 宗次郎 featuring 朝崎郁恵 - 宗次郎のアルバム『イアイライケレ』より
  7. いきゃびき featuring ウォン・ウィンツァン - アルバム『シマユムタ』より
  8. 塩道長浜 featuring SUGIZO - アルバム『うたあしぃび』より
  9. 行きょおれ featuring ウォン・ウィンツァン - アルバム『うたあしぃび』より
  10. ティクテングワ featuring チチ松村 - アルバム『うたあしぃび』より
  11. しょうれん featuring ウォン・ウィンツァン - アルバム『シマユムタ』より
  12. 嘉徳なべ加那節 featuring 高橋全 - アルバム『うたばうたゆん』より
  13. 行きゅんにゃ加那 featuring えま - アルバム『うたあしぃび』より
  14. 月ぬ美らさん夜 上妻宏光 featuring 朝崎郁恵 - 上妻宏光のアルバム『蒼風』より
  15. ありがとサンキュ〜 2008 Re-mix Version イクエ＆カケロマンズ - NHK『みんなのうた』より
  16. 赤とんぼ featuring えま＆慧奏 - 新規収録曲
- あはがり（2012年5月23日、テイチクエンタテインメント TECA-12345）
  1. あはがり - 『新日本風土記』（NHK BSプレミアム）テーマ曲
  2. 阿母
  3. 花ぞめ
  4. あはがり 〜Instrumental〜

### アナログレコード
- よいすら節（2014年5月、Volkuta〜にほんのうた VOLKUTA001。アルバム『シマユムタ』より）
  1. よいすら節(Original)
  2. よいすら節(Kuniyuki Remix)

### その他
- 『うたばうたゆん・奄美島唄への旅』（CD付き写真集 2002年3月、毎日新聞社）
  1. 今ぬ風雲節
  2. Interude-1
  3. おぼくり ええうみ
  4. 足習（あしなれ）
  5. Interude-2
  6. 陽ぬ落てぃ際れ節
- 『ありがとサンキュ〜』（イクエ&カケロマンズ名義 CD付絵本 2004年8月 ソニーマガジンズ）
  1. ありがとサンキュ〜
  2. ありがとサンキュ〜（デラックス・バージョン）
  3. ありがとサンキュ〜（カラオケ）

### 参加作品
- アラヤヴィジャナ『Alaya Vijana II』（2005年5月4日、High Contrast Rec）
  - 16. Kadoku‐Nabikana
- 上妻宏光『蒼風』（2007年8月8日、東芝EMI）
  - 7. 月ぬ美らさん夜
- ペルセフォネ『Shin-Ken / 真剣』（2009年7月22日、サウンドホリック）
  - 9. The Fire Book
- ミトカツユキ『ミスター晴れ男』（2010年8月25日、毛蟹ソウル）
  - 6. ことダマ feat. 朝崎郁恵
- マブリ『かんもうれ』（2012年10月20日、KEDOMI ASA-002）
  - 4. 今日ぬほこらしゃ
  - 8. 烏賊曳き

### コンピレーション
- アマミシマウタ（2002年7月24日、ユニバーサルミュージック）
  - 4. 曲りょ高頂 - アルバム『うたじま』より
  - 15. 雨ぐれ - アルバム『うたじま』より
- 沖縄ソングス〜わしたうた〜（2004年5月26日、東芝EMI）
  - 1. 十九の春 - アルバム『おぼくり』より
- 沖縄ソングス〜懐かさぬ風〜（2005年5月25日、東芝EMI）
  - 16. 十九の春 - アルバム『おぼくり』より